# Manfred Malkin
Manfred Malkin (* 11. August 1884 in Odessa; † 8. Januar 1966 in New York) war ein amerikanisch-russischer Pianist und Musikpädagoge. Er war der Bruder des Violinisten Jacques Malkin (1875–1964) und des Violoncellisten Joseph Malkin (1879–1969), mit denen er oft im Malkin-Trio konzertierte.

## Leben und Werk
Manfred Malkin wurde am Pariser Konservatorium ausgebildet. 1903 gab er sein Debüt als Konzertpianist in Paris. 1905 ging er nach New York. Dort leitete er in den Jahren von 1914 bis 1931 ein eigenes Konservatorium. Zu den Lehrern dieses Konservatoriums gehörte Max Persin und sein Bruder Joseph Malkin. Schüler dieses Instituts waren beispielsweise der Komponist William Schuman, die Pianistin Helen Schnabel (mit Geburtsnamen Helen Fogel) und der Violinist Julius Schulman. Als das Konservatorium 1931 geschlossen wurde, unterrichtete Manfred Malkin am Konservatorium seines Bruders Joseph Malkin in Boston.